# زاميا واسعة الأوراق
زاميا واسعة الأوراق (الاسم العلمي: Zamia amplifolia) هي نوع من النباتات تتبع جنس الزاميا من الفصيلة الزامية. تم وصف هذا النوع من النبات علمياً لأول مرة من قبل Kamelin وGubanov سنة 1878.